# Raúl Fernández (pilote moto)
Pour les articles homonymes, voir Raúl Fernández.
Raúl Fernández, né le 23 octobre 2000 à Madrid, est un pilote de vitesse moto espagnol.

## Carrière
De 2015 à 2018, il participe à plusieurs reprises au Championnat du monde Junior Moto3 et à la Red Bull Rookies Cup. Il est titré à l’occasion du Championnat du monde Junior Moto3 en 2018.
Ses débuts en Championnats du monde de vitesse moto remontent à 2016, alors tout juste âgé de 16 ans, il dispute la dernière course de la saison Moto3, le Grand Prix moto de la Communauté valencienne, qu’il termine dans les points, à la 11e place.
Il fait sa première saison complète en Championnats du monde Moto3 en 2019, sur une KTM de l’équipe Ángel Nieto Team. Au cours de cette saison, il rentre dans le top 10 à six reprises et termine 21e au championnat.
En 2020, toujours en Moto3, il rejoint Red Bull KTM Ajo, équipe avec laquelle il signe 6 pole positions, et remporte 2 victoires en fin de saison, aux Grands Prix d’Europe et du Portugal. Quatrième de cette édition du Moto3, Raúl Fernández est promu en Moto2 par son équipe à compter de 2021.
La saison 2021 du Championnats du monde Moto2 tourne à un véritable duel entre les pilotes du team Red Bull KTM Ajo, l’australien Remy Gardner et Raúl Fernández. Le pilote espagnol remporte 8 victoires pour sa première saison à ce niveau. Il décroche ainsi les records de victoires, podiums et points pour un rookie en Moto2, mais échoue cependant à 4 points de Remy Gardner pour le titre de champion du monde Moto2.
Au vu de leurs résultats, KTM fait monter les deux pilotes en MotoGP pour 2022, ils resteront coéquipiers au sein de la structure satellite, Tech 3 KTM Factory Racing.

## Statistiques

### Par année
(Mise à jour après le Grand Prix moto solidaire de Barcelone 2024)
| Sais  | Cat.   | Moto     | Course | Vict | Pod | Pole | M.tour | Pts | Class |
| ----- | ------ | -------- | ------ | ---- | --- | ---- | ------ | --- | ----- |
| 2016  | Moto3  | KTM      | 1      | 0    | 0   | 0    | 0      | 5   | 32e   |
| 2017  | Moto3  | Mahindra | 3      | 0    | 0   | 0    | 0      | 0   | 40e   |
| 2018  | Moto3  | KTM      | 4      | 0    | 0   | 0    | 0      | 16  | 28e   |
| 2019  | Moto3  | KTM      | 19     | 0    | 0   | 0    | 0      | 60  | 21e   |
| 2020  | Moto3  | KTM      | 15     | 2    | 4   | 6    | 1      | 159 | 4e    |
| 2021  | Moto2  | Kalex    | 18     | 8    | 12  | 7    | 7      | 307 | 2e    |
| 2022  | MotoGP | KTM      | 18     | 0    | 0   | 0    | 0      | 14  | 22e   |
| 2023  | MotoGP | Aprilia  | 19     | 0    | 0   | 0    | 0      | 51  | 20e   |
| 2024  | MotoGP | Aprilia  | 20     | 0    | 0   | 0    | 0      | 66  | 16e   |
| Total |        |          | 117    | 10   | 16  | 13   | 8      | 678 |       |

### Par catégorie
(Mise à jour après le Grand Prix moto solidaire de Barcelone 2024)
| Cat.   | Année     | 1er GP   | 1er podium | 1re victoire | Courses | Victoires | Podiums | Pole position | MTC | Points | Titres |
| ------ | --------- | -------- | ---------- | ------------ | ------- | --------- | ------- | ------------- | --- | ------ | ------ |
| Moto3  | 2016-2020 | VAL 2016 | ARA 2020   | EUR 2020     | 42      | 2         | 4       | 6             | 1   | 240    | 0      |
| Moto2  | 2021      | QAT 2021 | DOH 2021   | POR 2021     | 18      | 8         | 12      | 7             | 7   | 307    | 0      |
| MotoGP | 2022-     | QAT 2022 |            |              | 57      | 0         | 0       | 0             | 0   | 131    | 0      |
| Total  | 2016-     |          |            |              | 117     | 10        | 16      | 13            | 8   | 678    | 0      |

### Courses par année
| Année | Catégorie | Moto     | 1       | 2       | 3       | 4       | 5       | 6       | 7       | 8       | 9      | 10      | 11      | 12      | 13      | 14     | 15     | 16      | 17      | 18      | 19      | 20     | Pos | Pt  |
| ----- | --------- | -------- | ------- | ------- | ------- | ------- | ------- | ------- | ------- | ------- | ------ | ------- | ------- | ------- | ------- | ------ | ------ | ------- | ------- | ------- | ------- | ------ | --- | --- |
| 2016  | Moto3     | KTM      | QAT     | ARG     | AME     | SPA     | FRA     | ITA     | CAT     | NED     | GER    | AUT     | CZE     | GBR     | RSM     | ARA    | JAP    | AUS     | MAL     | VAL 11  |         |        | 32e | 5   |
| 2017  | Moto3     | Mahindra | QAT     | ARG     | AME     | SPA 25  | FRA     | ITA     | CAT     | NED Ab. | GER 22 | CZE     | AUT     | GBR     | RSM     | ARA    | JAP    | AUS     | MAL     | VAL     |         |        | 40e | 0   |
| 2018  | Moto3     | KTM      | QAT     | ARG     | AME     | SPA     | FRA     | ITA     | CAT 10  | NED     | GER 9  | CZE     | AUT     | GBR     | RSM     | ARA 17 | THA    | JAP     | AUS     | MAL     | VAL 13  |        | 28e | 16  |
| 2019  | Moto3     | KTM      | QAT 7   | ARG 15  | AME 7   | SPA Ab. | FRA 10  | ITA 11  | CAT Ab. | NED Ab. | GER 5  | CZE 12  | AUT Ab. | GBR 18  | RSM 10  | ARA 21 | THA 9  | JAP 19  | AUS Ab. | MAL 14  | VAL Ab. |        | 21e | 60  |
| 2020  | Moto3     | KTM      | QAT 10  | SPA 6   | ANC 6   | CZE 6   | AUT 9   | STY 8   | RSM Ab. | EMR 6   | CAT 13 | FRA 7   | ARA 3   | TER 12  | EUR 1   | VAL 3  | POR 1  |         |         |         |         |        | 4e  | 159 |
| 2021  | Moto2     | Kalex    | QAT 5   | DOA 3   | POR 1   | SPA 5   | FRA 1   | ITA 2   | CAT 2   | GER Ab. | NED 1  | STY 7   | AUT 1   | GBR Ab. | ARA 1   | RSM 1  | AME 1  | EMI Ab. | ALR 2   | VAL 1   |         |        | 2e  | 307 |
| 2022  | MotoGP    | KTM      | QAT 18  | IND 17  | ARG 16  | AME 19  | POR INJ | ESP INJ | FRA Ab. | ITA 21  | CAT 15 | ALL 12  | NED Ab. | GBR 21  | AUT 18  | RSM 13 | ARA 20 | JAP 18  | THA 15  | AUS 16  | MAL 15  | VAL 12 | 14  | 22e |
| 2023  | MotoGP    | Aprilia  | POR Ab. | ARG 14  | AME Ab. | ESP 15  | FRA INJ | ITA 17  | ALL 15  | NED 12  | GBR 10 | AUT Ab. | CAT Ab. | RSM 8   | IND 109 | JPN 9  | INA 13 | AUS 16  | THA 15  | MAL Ab. | QAT 17  | VAL 5  | 51  | 20e |
| 2024  | MotoGP    | Aprilia  | QAT Ab. | POR Ab. | AME 109 | ESP 11  | FRA 119 | CAT 6   | ITA 12  | NED 8   | ALL 10 | GBR Ab. | AUT Ab. | ARA 16  | RSM 19  | EMI 13 | IND 10 | JPN 15  | AUS 106 | THA Ab. | MAL 16  | SLD 18 | 66  | 16e |

*Saison en cours

## Palmarès

### Victoires en Moto3: 2
| Année | Lieu du Grand Prix          | Circuit                            | Ville    |
| ----- | --------------------------- | ---------------------------------- | -------- |
| 2020  | Grand Prix moto d'Europe    | Circuit de Valence                 | Valence  |
| 2020  | Grand Prix moto du Portugal | Autódromo Internacional do Algarve | Portimão |

### Victoires en Moto2: 8
| Année | Lieu du Grand Prix                           | Circuit                            | Ville                |
| ----- | -------------------------------------------- | ---------------------------------- | -------------------- |
| 2021  | Grand Prix moto du Portugal                  | Autódromo Internacional do Algarve | Portimão             |
| 2021  | Grand Prix moto de France                    | Circuit Bugatti                    | Le Mans              |
| 2021  | Grand Prix moto des Pays-Bas                 | TT Circuit Assen                   | Assen                |
| 2021  | Grand Prix moto d'Autriche                   | Circuit de Spielberg               | Spielberg (Autriche) |
| 2021  | Grand Prix moto d'Aragon                     | Circuit Motorland Aragon           | Alcañiz              |
| 2021  | Grand Prix moto de Saint-Marin               | Circuit Marco Simoncelli           | Misano               |
| 2021  | Grand Prix moto des Amériques                | Circuit des Amériques              | Austin               |
| 2021  | Grand Prix moto de la Communauté valencienne | Circuit de Valence                 | Valence              |